# Bresztyenszky Béla
Bresztyenszky Béla (Bresztyanszky Béla Adalbert Antal) (Németpróna, 1786. augusztus 5. – Tihany, 1851. február 15.) bencés szerzetes, tihanyi apát, bölcsészdoktor, a Magyar Tudományos Akadémia levelező tagja.

## Élete
A gimnáziumot Privigyén kezdte s Székesfehérvárott végezte. 1803. november 5-én a szent Benedek rendiek szerzetébe lépett és Pannonhalmára ment a bölcseleti és hittani szakok folytatása végett. 1810. augusztus 30-án pappá szentelték. 1810-től a tanári pályán működött a győri gimnáziumban és akadémián. 1813-ban bölcselettudorrá lett. 1838. február 3-án tihanyi apáttá nevezték ki. Több tudományos utat tett. A Magyar Tudományos Akadémia 1836. szeptember 10-én választotta levelező tagjai sorába. Tagja volt még a jénai mineralógiai társaságnak és 1813-tól a pesti bölcseleti karnak.

## Művei
- Lectiones academicae ex mathesi adplicata in usum suorum auditorum conscriptae. Jaurini, 1819. (Ism. Tud. Gyűjt. 1820. V.)
- Elementa arithmeticae generalis seu algebrae. Uo. 1824. (ism. Tud. Gyűjt. 1824. X. 2. bőv. és jav. kiadás Uo. 1829)
- Elementa geometriae et trigonometriae planae, in commodum suorum auditorum conscripta. Uo. 1827
- Elemente matheseos purae in usum academiarum Budae. 1829–30, két rész

Kéziratban: Kis geometria, Mechanika magyar nyelven (1835) és Kotzebuenak Az óra és a mandolatorta czimű szindarabjának fordítása a győri leánynevelő intézet számára (1837.)
A Tudományos Gyűjteménybe két mathematikai értekezést irt (1818. VI. 1823. IV.)